# Siège de Toulon (1793)
Pour les articles homonymes, voir Siège de Toulon.
Guerres de la Révolution française
Batailles
- Brécourt
- Marseille
- Lyon
- Toulon

Le siège de Toulon est un conflit militaire qui a lieu de septembre à décembre 1793, après que les royalistes se sont emparés de la ville et l'ont livrée aux Britanniques. Il oppose l'armée de la Première République française à ses ennemis coalisés.

## Contexte: laTerreur

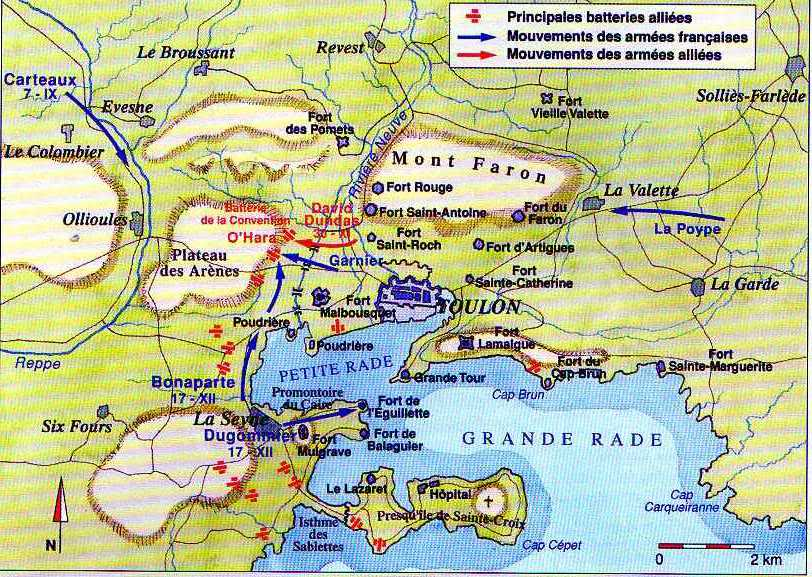
Carte du siège de Toulon.

Après la mise en accusation des députés girondins, le 31 mai 1793, une série d'insurrections éclatent à Lyon, Avignon, Nîmes et Marseille. À Toulon, les fédéralistes girondins chassent les montagnards, mais ils sont bientôt supplantés par les royalistes, encore nombreux dans la flotte de guerre.
Toulon est encore poussée à la défection par la question des subsistances : le Comité de salut public a fait bloquer dans Gênes les convois de blé destinés à ravitailler Marseille et Toulon. Des rumeurs entretenues par quelques spéculateurs français font croire que la ville sera rapidement réduite à la disette si elle ne se place pas sous la protection britannique tandis que Trogoff, qui aurait pu faire sortir sa flotte pour escorter ces convois depuis Gênes, s'en abstient. La flotte espagnole qui croisait dans le golfe du Lion s'en retire à la fin de juillet, décimée par une épidémie.
Du 25 au 29 août 1793, les équipages de la flotte, en rébellion contre leur commandant le contre-amiral royaliste Trogoff, sont menés par le contre-amiral républicain Jean René César de Saint-Julien de Chabon.
À l'annonce de la reprise de Marseille et des représailles qui ont eu lieu, les 1 500 insurgés, dirigés par le baron d'Imbert, font appel à la flotte britanno-espagnole stationnée au large alors qu'elle soutient les troupes engagées dans la campagne des Pyrénées. Le 28 août, les amiraux Samuel Hood et Juan de Langara font débarquer dans la baie des Islettes 17 000 hommes : 2 000 Britanniques, 7 000 Espagnols, 6 000 Napolitains et 2 000 Piémontais.
Le 29 août, la flotte anglo-espagnole entre dans la rade de Toulon ; Saint-Julien ordonne le branle-bas de combat, seulement quatre vaisseaux sur dix-sept lui obéissent et il doit se réfugier dans la petite rade, avant de se rendre. Les troupes britanniques pénètrent dans la ville de Toulon.
Le 1er octobre 1793, d'Imbert fait proclamer l'enfant du Temple, Louis XVII, roi de France et hisser le drapeau blanc à fleur de lys, l'amiral Trogoff livre alors la flotte et l'arsenal à la Royal Navy.
Les Toulonnais avaient émis le souhait de se remettre aux deux puissances, Grande-Bretagne et Espagne, mais Hood cache cette demande aux Espagnols qui auraient voulu faire valoir la parenté entre leur roi et celui de France en faveur de Louis XVII. Ils ne l'apprendront que pendant le siège. Hood nomme le contre-amiral Samuel Goodall (en) gouverneur de la ville, tandis que l'Espagnol Federico Gravina reçoit le commandement des troupes terrestres.

## Déroulement

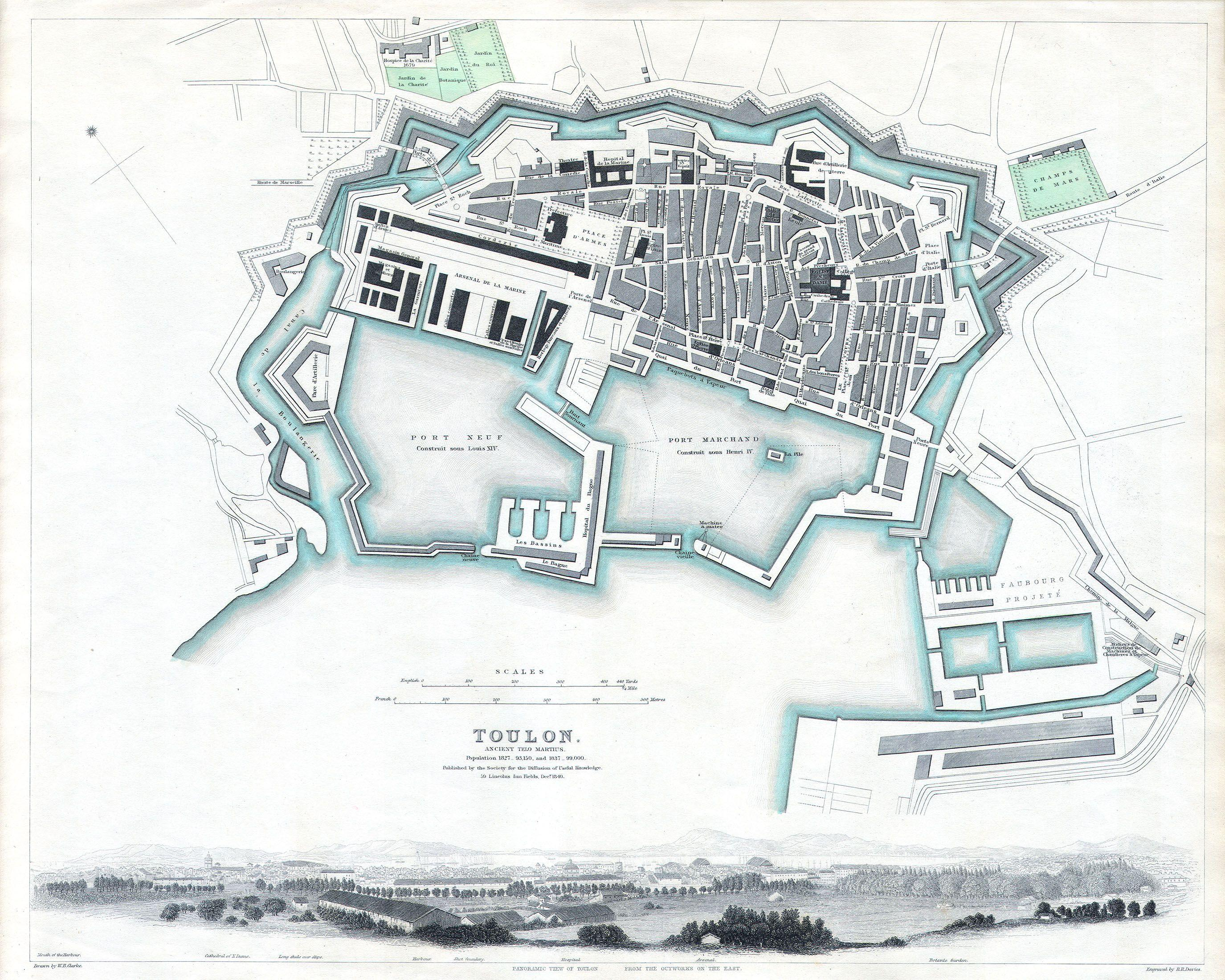
Plan de Toulon en 1840

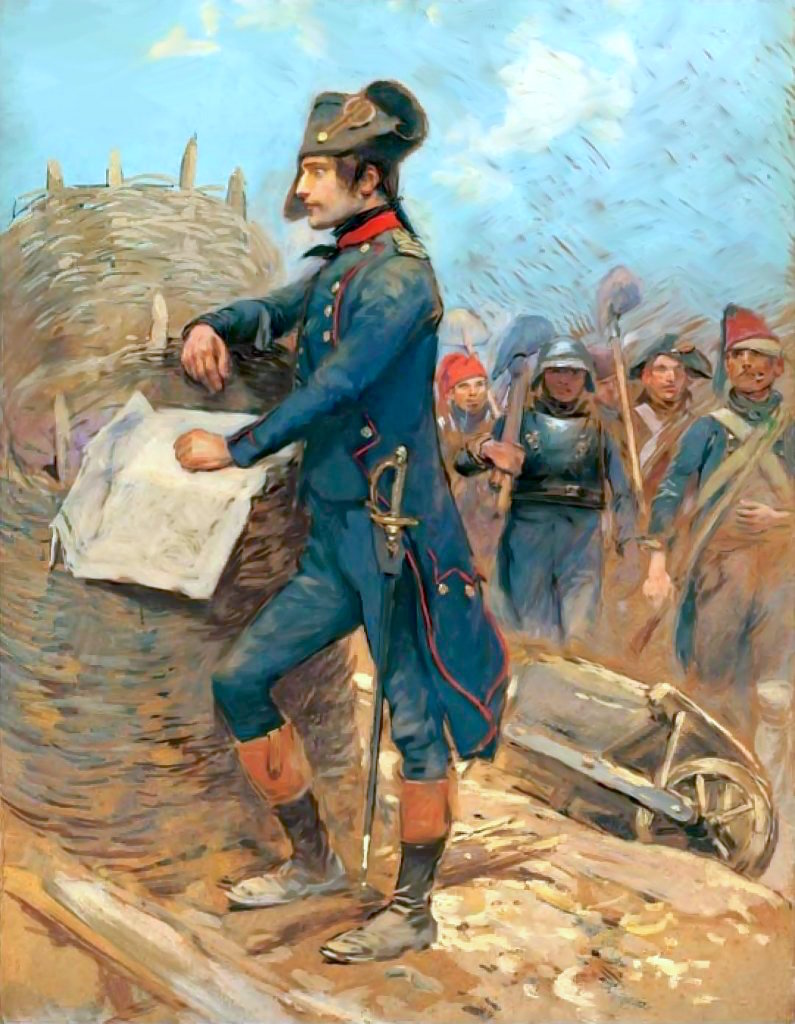
Bonaparte à Toulon (Édouard Detaille)

Les troupes de la Convention, l’armée dite des « Carmagnoles », sous le commandement du général Carteaux, après ses reconquêtes d'Avignon et de Marseille, puis d'Ollioules, le 8 septembre, sont arrivées devant Toulon. Les rejoignent 6 000 hommes de l’armée d'Italie, stationnés dans les Alpes-Maritimes, commandés par le général Lapoype, qui venait de s'emparer de La Valette. Il cherchait à s'emparer des forts du mont Faron, dominant la ville à l'est.
Elles sont renforcées par 3 000 marins et soldats de la garnison, qui, suivant l'exemple du contre-amiral Saint-Julien, refusent de servir les Britanniques (au contraire du commandant de la flotte, le contre-amiral Trogoff, et de la majorité des capitaines de vaisseau, presque tous royalistes). Ils se sont échappés de Toulon, fuyant parfois à la nage. Le tout forme l'armée provisoire dite « du camp devant Toulon ».
Le 31 août, Carteaux s'empare des gorges d'Ollioules, mal défendues. Le contre-amiral Gravina les reprend aussitôt mais, faute de renforts, ne peut exploiter son succès et les Anglo-Espagnols les évacuent peu après. Le chef de l'artillerie de Carteaux, le lieutenant-colonel Elzéar-Auguste Cousin de Dommartin, ayant été blessé à Ollioules le 7 septembre, les représentants spéciaux de la Convention, Paul Barras, Fréron, Robespierre le Jeune et Antoine Christophe Saliceti, lui imposent le jeune capitaine Napoléon Bonaparte, présent à l'armée depuis Avignon, malgré l'antipathie réciproque entre les deux hommes.
Après une reconnaissance, Napoléon Bonaparte conçoit un plan qui prévoit de prendre les fortins de l'Éguillette et de Balaguier, sur la colline du Caire, pour ensuite interdire la passe entre la petite et la grande rade du port, ce qui couperait le ravitaillement maritime, nécessaire aux assiégés. Carteaux, réticent, n'envoie qu'un faible détachement commandé par l'adjudant général Delaborde, qui échoue dans sa tentative de conquête du 22 septembre. Les alliés, alertés, édifient alors une grande redoute de terre, au sommet de la colline, baptisée « Fort Mulgrave », en l'honneur du commandant britannique Henry Phipps (lord Mulgrave). Elle est appuyée par trois plus petites, nommées : « Saint-Philippe », « Saint-Côme » et « Saint-Charles ». L'ensemble apparemment imprenable est surnommé par les Britanniques le « Petit Gibraltar ».
Bonaparte, insatisfait de sa seule batterie, dite de « la Montagne, » positionnée sur la hauteur de Saint-Laurent depuis le 19, en établit une autre, le 21, sur le rivage de Brégaillon, dite des « Sans-Culottes ». L'amiral Hood tente de la détruire par le feu du Puissant, sans succès. La flotte britannique doit se résoudre alors à longer la côte au niveau des hauts-fonds du Mourillon et de la Tour royale. Le 1er octobre, après l'échec du général Lapoype contre le flanc est du fort Faron, Bonaparte reçoit l'ordre de bombarder le grand fort de Malbousquet, dont la prise conditionne celle de la ville. Il réquisitionne de l'artillerie dans toute la campagne environnante, portant l'effectif à cinquante batteries de six canons. Promu chef de bataillon le 19 octobre, il organise une grande batterie dite « de la Convention », face au fort, sur la colline des Arènes, appuyée par celle « du Camp des Républicains » sur la colline Dumonceau, celle « de la Farinière » sur la butte des Gaux et celle « de la Poudrière » à Lagoubran.
Le 11 novembre, Carteaux, limogé, est remplacé par Doppet, ancien médecin, dont l'indécision fait échouer une tentative par surprise contre le Fort Mulgrave, le 16 ; conscient de son incompétence, il démissionne. Dugommier, un soldat de métier, lui succède. Celui-ci reconnaît la valeur du plan de Bonaparte, et prépare la prise du Petit Gibraltar. Le 20, dès son arrivée est établie la batterie « des Jacobins », sur la crête de l'Evescat, puis sur la gauche, le 28 novembre, celle des « Hommes Sans Peur », enfin le 14 décembre, celle des « Chasse Coquins » s'intercalera entre les deux. Deux autres batteries sont organisées pour repousser l'intervention éventuelle des navires alliés, aussi bien de la rade que de la mer libre, elles sont dites de la « Grande Rade » et des « Quatre Moulins ».
Pressés par le bombardement, les Britannico-Napolitains exécutent une sortie le 30 novembre et s'emparent de la batterie de la Convention. Une contre-attaque, menée par Dugommier et Bonaparte, les repousse et le général britannique O'Hara est capturé. Il entame des tractations avec Robespierre le Jeune et Antoine Louis Albitte pour une reddition honorable. Les bataillons fédéralistes et royalistes sont alors désarmés.
Dugommier, Lapoype et Bonaparte conviennent de lancer un assaut général dans la nuit du 16 au 17 décembre. Le 16, vers minuit, l'assaut est donné contre le Petit Gibraltar. Le corps à corps dure toute la nuit, Bonaparte y est blessé d'un coup d'esponton à la cuisse par un sergent britannique. Au matin, la position est prise, Marmont peut y placer de l'artillerie contre l'Éguillette et Balaguier, que les Britanniques évacuent sans combat le jour même. Pendant ce temps, Lapoype prend enfin les forts du Faron et de Malbousquet.
Les Alliés évacuent par la voie maritime. Le commodore Sidney Smith fait brûler une partie de la flotte et les réserves de bois de l'arsenal, puis les troupes embarquent.

L’incendie de l’arsenal et la destruction de la flotte française
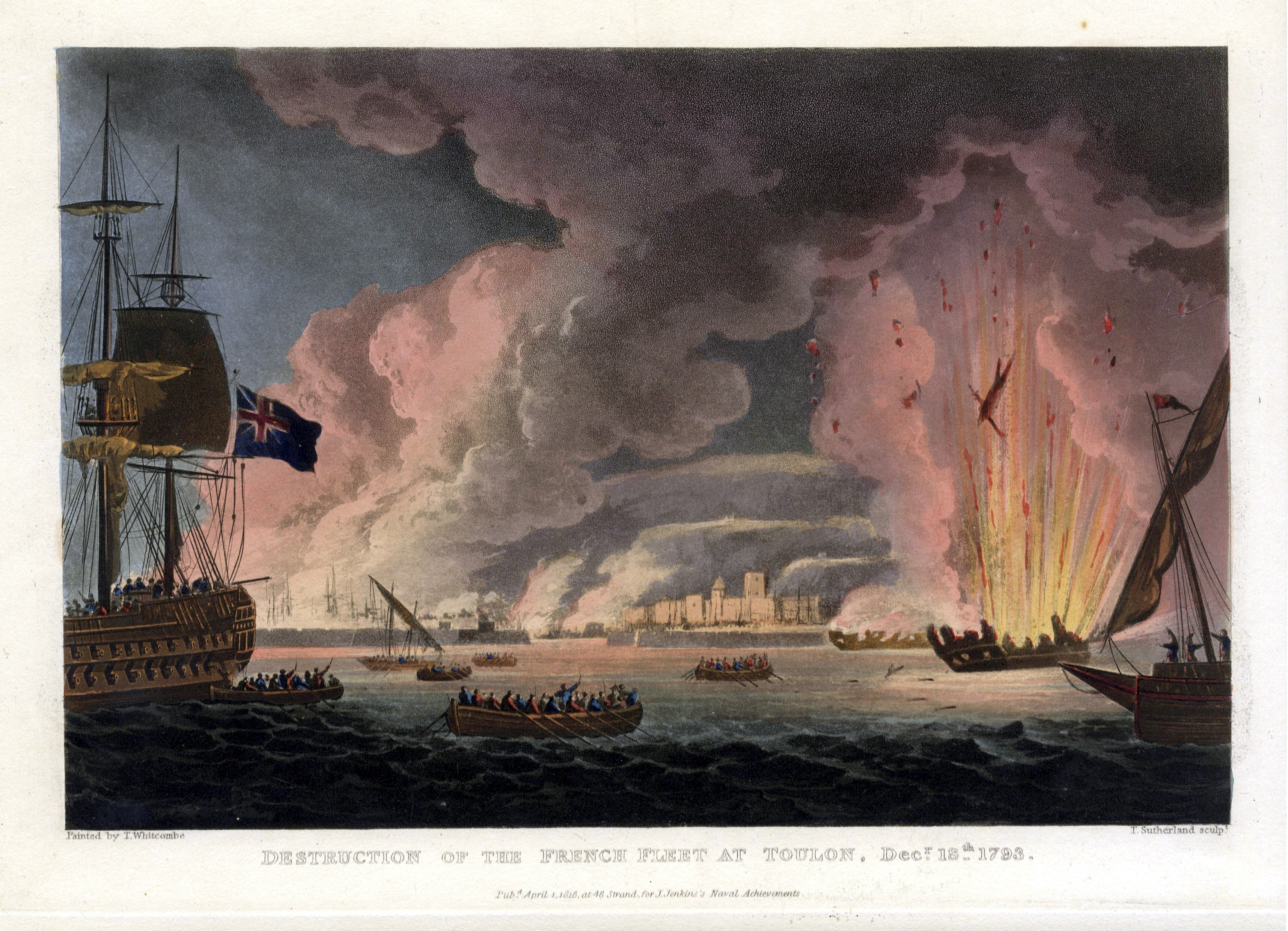
18 décembre 1793. L'arsenal en feu.
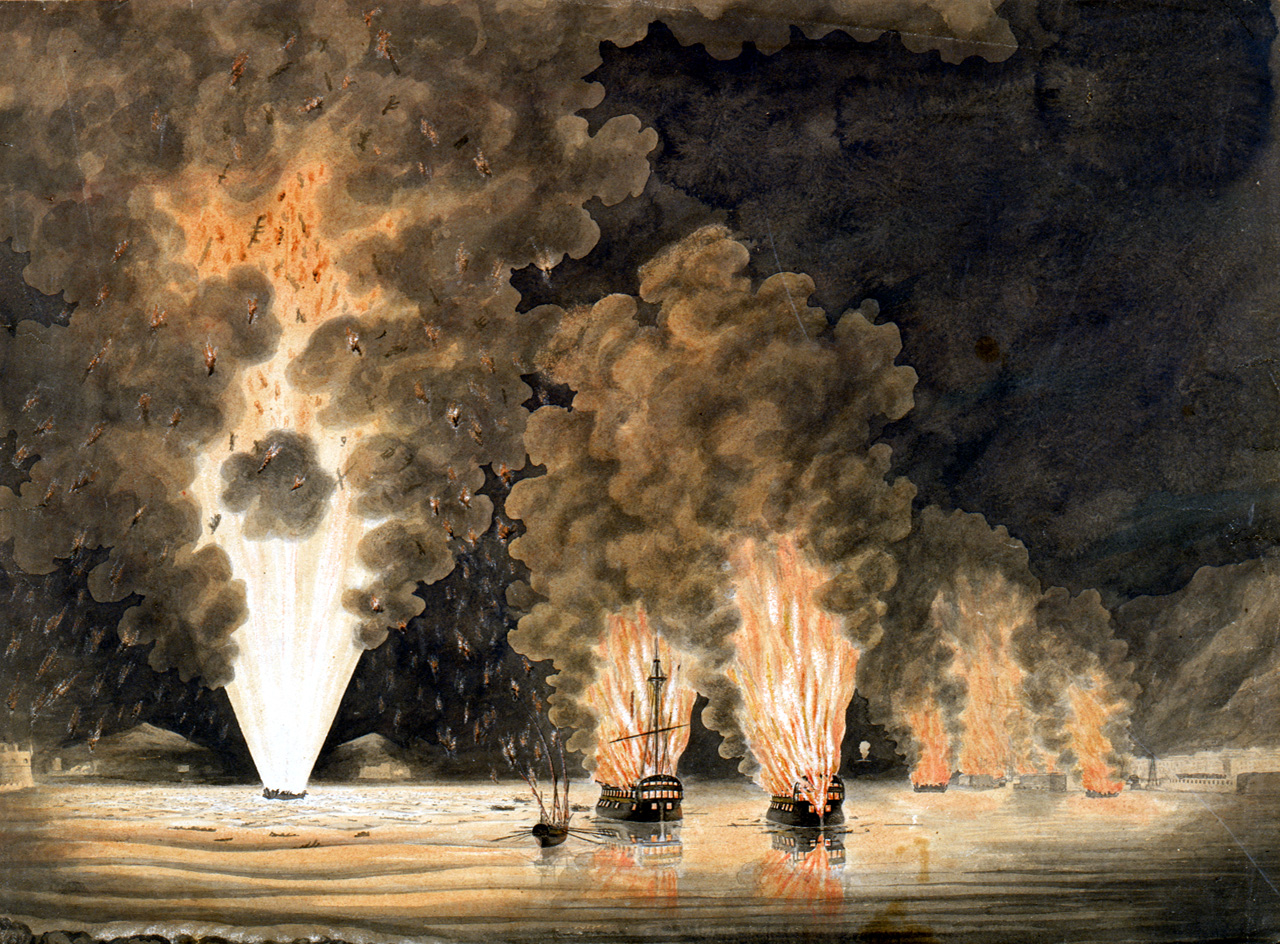
L'incendie des vaisseaux français lors de l'évacuation du port.

## Conséquences

### Répression montagnarde
Les troupes de la Convention entrent dans la ville livrée à elle-même le 19 décembre. Environ 15 000 Toulonnais se réfugient sur les navires britanniques et sont débarqués à La Valette. Dans une ville réduite à 7 000 habitants, la répression, dirigée par Paul Barras et Stanislas Fréron, est sanglante. On estime que 700 à 800 personnes, arrêtées sur les indications des prisonniers libérés du Thémistocle, sont fusillées sommairement, sur le champ de Mars, jusqu'au 31 décembre. Par la suite, la commission révolutionnaire prononce 290 autres condamnations. Bonaparte, soigné par Jean François Hernandez après sa blessure, n'assiste pas à la curée. Promu général de brigade le 22 décembre, il est déjà en route pour sa nouvelle affectation à Nice, comme commandant de l'artillerie de l'armée d'Italie. Une porte faisant partie de l'ancienne muraille de la ville de Toulon évoque ce départ ; une plaque commémorative y est apposée. Cette porte est nommée « porte d'Italie ».
Le 24 décembre 1793, la Convention vote un décret disposant que « le nom infâme de Toulon est supprimé. Cette commune portera désormais le nom de Port-la-Montagne », en l'honneur de la Montagne (un terme utilisé pour désigner les députés radicaux).
Le 30 décembre, la fête des Victoires est célébrée sur le Champ-de-Mars à Paris en l'honneur de la prise de la ville.
La reprise de Toulon permet à la République de reprendre l'initiative sur terre en rendant disponibles les forces terrestres françaises participant au siège. Le 27 décembre 1793, le Comité de salut public nomme Jacques Dugommier général en chef de l'armée des Pyrénées orientales, qui arrive avec 12 000 hommes en renfort, afin de repousser les troupes espagnoles.

### Succès maritime pour les Britanniques
L'occupation de Toulon et surtout la capture d'une grande partie de la flotte française viennent rétablir le prestige du gouvernement de William Pitt, un moment compromis par l'échec du siège de Dunkerque. Cependant, Pitt, malgré la pression de l'opposition conduite par Charles James Fox, ne définit ses buts de guerre qu'en termes vagues : « Indemnisation pour le passé et sécurité pour l'avenir ». Malgré le fait que Hood ait saisi Toulon au nom de Louis XVII, Pitt et Grenville, qui dirige les Affaires étrangères, ne souhaitent pas la restauration d'une monarchie absolue en France ni un retour à l'Ancien Régime demandé par les émigrés : l'affaiblissement de la France leur paraît surtout une occasion pour faire avancer les intérêts commerciaux et coloniaux de la Grande-Bretagne et ils sont prêts à soutenir les revendications territoriales de l'Autriche, de la Prusse et de la Savoie. En août, Pitt envisage une offensive générale des armées coalisées sur toutes les frontières et des débarquements au Havre et à Brest mais, à la fin de l'année, l'échec de la Vendée et du mouvement anti-jacobin dans les provinces, les victoires de la République française sur les frontières l'obligent à y renoncer. La proposition du ministre Dundas, en décembre, d'appuyer un débarquement des Émigrés dans le sud-est de la France, est abandonnée à la nouvelle de l'évacuation de Toulon.
Du point de vue naval, la flotte française de la Méditerranée perd la majeure partie de ses équipages (morts lors du siège, exécutés en décembre ou réfugiés chez les Britanniques), le contenu des magasins de l'arsenal et la moitié de ses vaisseaux. En évacuant Toulon, Hood emporte avec lui quelques-unes des plus belles unités de la marine française : le Commerce de Marseille (un 118 canons, chef-d'œuvre de Sané lancé en 1788, navire amiral de la flotte du Levant), le Pompée (un 74, lancé en 1791), le Scipion (74, datant de 1790), et le Puissant (74, de 1782).
Les Britanniques ont totalement brûlé huit vaisseaux, y compris des unités neuves : le Thémistocle (74, de 1791), le Duguay-Trouin (74, de 1788), le Tricolore (74, de 1785), le Suffisant (74, de 1782), la Liberté (74, de 1782), le Triomphant (un 80 canons, lancé en 1779), le Héros (74, de 1778) et le Destin (74, de 1777), ainsi que la Lutine (frégate de 12 datant de 1779). Les frégates Montréal (en) et Iris (en), désarmées et utilisées comme poudrières, sont brûlées et explosent lors de l'évacuation.
Quatorze vaisseaux sont néanmoins repris par l'armée de la République en décembre 1793 ; la plupart sont fort endommagés (souvent en partie brûlés ou dégradés), et peu seront en état de prendre la mer à court terme : le Sans-Culotte (118), le Tonnant (80), le Languedoc (80), l’Entreprenant (74), le Généreux (74), le Mercure (en) (74), l’Heureux (74), le Centaure (en) (74), le Censeur (en) (74), l’Alcide (en) (74) ; les autres vaisseaux survivants sont particulièrement vieux : le Conquérant (74, lancé en 1747), le Peuple Souverain (74, datant de 1757), le Guerrier (74, de 1753) et le Hardi (64, de 1750).
Beaucoup de ces unités seront remises en état dans les années suivantes et permettront à la marine française d'entreprendre des campagnes au large de l'Italie et jusqu'en Égypte mais sans pouvoir rattraper son retard stratégique sur la Royal Navy : la plupart seront coulées ou prises lors des batailles du cap Noli et des îles d'Hyères en 1795 et surtout celle d'Aboukir en 1798.
Parmi les unités de la flotte française de Toulon en 1793, aucune ne sert sous pavillon français lors de la bataille de Trafalgar en 1805. En revanche, un vaisseau de la flotte de Hood, le HMS Berwick, capturé par les Français au large du cap Corse en 1795, combat à Trafalgar où il est recapturé par les Britanniques ; il est coulé par la tempête le jour suivant.